# Talang Pito
Talang Pito is een bestuurslaag in het regentschap Kepahiang van de provincie Bengkulu, Indonesië. Talang Pito telt 520 inwoners (volkstelling 2010).